# 浅野長直
浅野 長直（あさの ながなお）は、江戸時代前期の外様大名。常陸国笠間藩主、播磨国赤穂藩初代藩主。官位は従五位下内匠頭。

## 生涯
慶長15年（1610年）、下野国真岡藩主（のちに常陸国笠間藩主）である浅野長重（浅野長政の三男、広島浅野家の傍流の一つ）の長男として誕生。幼名は又一郎。
寛永8年（1631年）12月3日、従五位下内匠頭に叙任された。寛永9年（1632年）10月29日、父の跡を継いで笠間藩主となる。
寛永11年（1634年）には幕府より駿府城城代に任じられ、寛永13年（1636年）には江戸城西の丸の普請を手伝い、さらに大坂城の加番を命じられた。同年11月、朝鮮通信使の来聘につき、相模大磯にて饗応を担当する。寛永20年（1643年）にも、朝鮮通信使を下野今市に於いて饗応を勤めている。
寛永18年1月29日（1641年3月10日）、江戸京橋桶町から発生した大火災（桶町の大火）は、江戸市中の消火防災体制が未熟だったために大被害をもたらした。幕閣は対策を講じるために、「奉書火消」の長直ら6人を招いて相談させ、2年後の寛永20年（1643年）に「大名火消」の制度が生まれた。
また、江戸において赤穂藩は大名火消としても評判が高かった。『松雲公御夜話』には長直自らが陣頭指揮を執り、延焼を防いだ逸話が記されている。
同18年（1641年）には寛永の大火で焼失した泉岳寺を、幕命により御手伝い普請でほかの四大名と共に再建させ、菩提寺とした。
大坂在番中の正保2年（1645年）、赤穂藩主の池田輝興が正室の黒田長政の娘を殺害する事件が起こり、池田家は改易となった（正保赤穂事件）。この改易処分の際、幕命により城受け取りに赤穂へ赴いた浅野長直は、そのまま国替え・赤穂藩主を命じられ、以降は孫の長矩の代に改易されるまで浅野家が赤穂藩主となった。
慶安2年（1649年）から赤穂城築城工事を開始し、寛文元年（1661年）に完成させた。城下の整備も進められ、上水道の設備などがおこなわれた。さらに姫路から浜人・浜子を入植させ、塩業村を興し、赤穂塩の経営を始めた。次いで、塩水濃縮法による入浜塩田法を導入して大量増産をはかり、やがて赤穂塩は日本全国の塩の7%のシェアを占めるようになる。この入浜塩田法は、赤穂のみならず瀬戸内の諸藩の塩田に伝わっていった。
慶安3年（1650年）、浅野家お預かりの大久保数馬・水谷山三郎の両名、喧嘩して双方絶命した。江戸へ注進し検使が派遣され、死骸取捨の奉書（松平信綱・阿部重次連署）が発給された（慶安赤穂事件）。

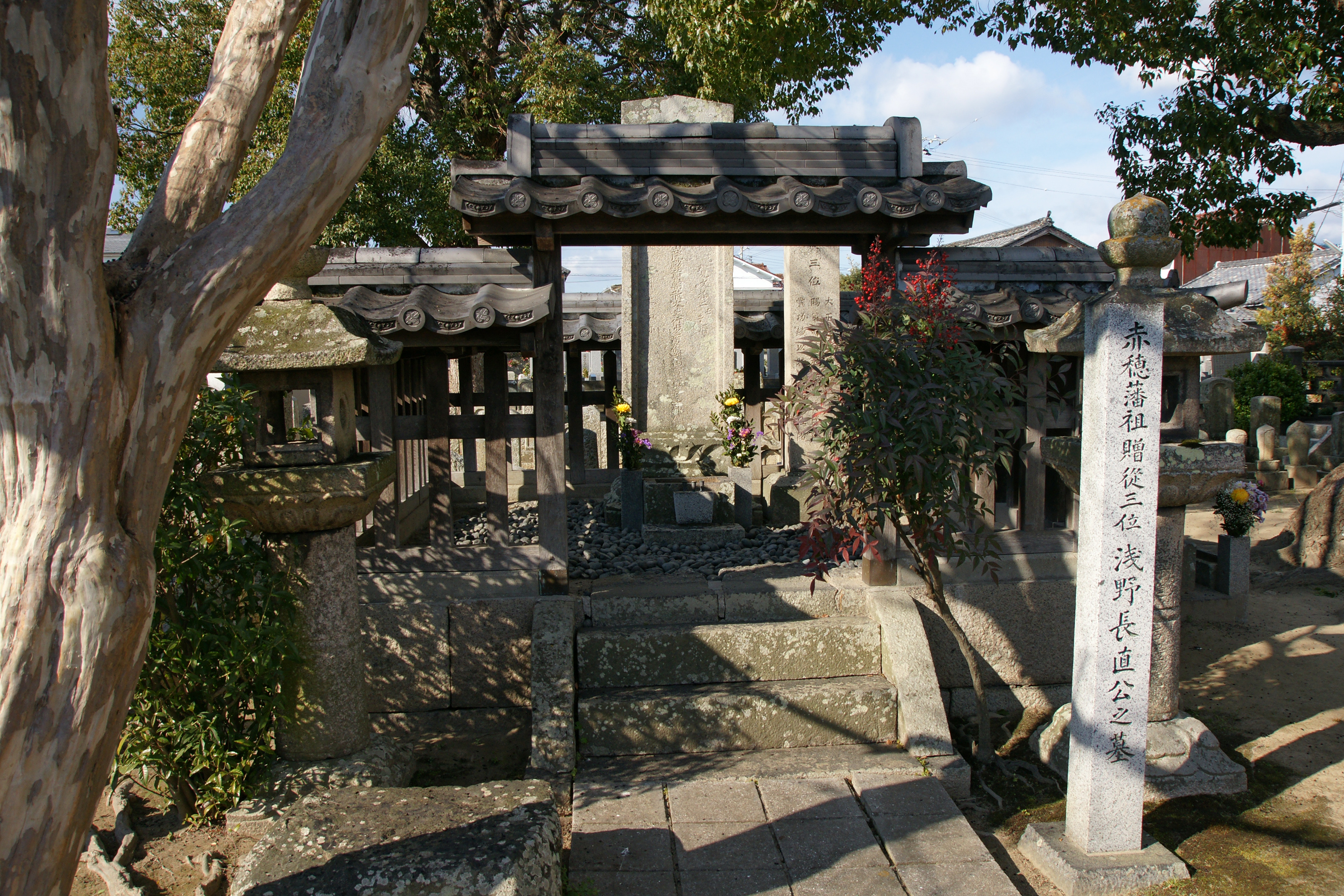
浅野長直之墓（花岳寺）

また承応元年（1652年）から9年弱、山鹿素行を1,000石の高禄で赤穂へ招いた（ただし素行は、赤穂に7か月程度しか滞在せず江戸に戻っている）。
素行は承応2年（1653年）に築城中であった赤穂城の縄張りについて助言したともいわれ、これにより二の丸門周辺の手直しがなされたという説があり、発掘調査ではその痕跡の可能性がある遺構が発見されている。
万治元年（1660年）に素行は、浅野候からの処遇に不満があり自分から致仕し去る。
また、「長直は不要な家臣を二百人余も雇い、藩財政を圧迫し高年貢にて領民を苦しめた。しきたりや慣習にこだわらず、そしりを受けた」との批判も書き残している。
寛文5年（1665年）に山鹿素行が幕府に睨まれて赤穂に流罪にされたときも、お預かりを担当している。
寛文10年（1670年）、中風を発し半身不随・言語不明瞭の状態となる。
翌11年（1671年）に長男長友に家督を譲り、翌年（1672年）7月24日に死去した。享年63。戒名は久岳院殿前朝散大夫行少府僚湖山常済大居士。墓所は赤穂の花岳寺。江戸における菩提寺である泉岳寺にも墓がある。

## 系譜
- 父：浅野長重（1588-1632）
- 母：徳川家康養女 - 松平家清の娘
- 正室：丹羽長重の娘
  - 長男：浅野長友（1643-1675）
- 生母不明の子女
  - 女子：鶴姫 - 大石良重室
- 養子
  - 男子：浅野長賢（1634-1687） - 松平清昌の末男
  - 男子：浅野長恒（1658-1732） - 大石良重の長男
  - 女子：松平定逸室 - 大石良重娘